# Hikaru no Go
Hikaru no Go (яп. ヒカルの碁, Хікару і Го) — манґа і аніме-серіал в жанрі шьонен. Автор оригінального сюжету — Хотта Юмі, графіка — Обата Такесі.

## Сюжет
Хікару Сіндо, звичайний 12-річний японський школяр, шукаючи антикваріат на горищі свого діда, знаходить стіл для гри в ґо. Однак дивним чином стіл був місцем ув'язнення духа на ім'я Сай, якого головний герой випускає на волю. Сай виявляється майстром ґо періоду Хейян. Звільнившись, дух стає другом Хікару і отримує можливість зіграти в свою улюблену гру і досягнути кінцеву мету кожного гравця — Божественний Хід.

## Персонажі
Хікару Сіндо (яп. 進藤ヒカル)
Сейю: Кавакамі Томоко
Головний герой. Спочатку він — звичайний учень 6-го класу японської школи. Проте після зустрічі з Саєм, Хікару починає грати в ґо, прокладаючи собі за два з половиною роки шлях від новачка до професіонала в цій грі.
Сай Фудзівара (яп. 藤原佐為)
Сейю: Тіба Сусуму
Дух, якого звільняє Хікару. Колись він був найкращим майстром ґо, одним з двох особистих учителів імператора. Під час гри у ґо з другим вчителем імператора останній звинувачує Сая в шахрайстві, за що його виганяють з двору. У відчаї Сай покінчив життя самогубством, а його дух був ув'язнений в старому столі для ґо.
Акіра Тоя (яп. 塔矢アキラ)
Сейю: Кобаясі Санае
Акарі Фуджісакі (яп. 藤崎あかり)
Сейю: Какадзу Юмі
Кіміхіро Цуцуі (яп. 筒井公宏)
Сейю: Цумура Макото
Тецуо Каґа (яп. 加賀鉄男)
Сейю: Іто Кентаро

## Медіа

### Манґа
Hikaru no Go спочатку виник як манґа, яка публікувалася в японському журналі «Shonen Jump» з грудня 1998 по липень 2003 року. Автор — Хотта Юмі, ілюстратор — Обата Такесі. Видавець — Shueisha. Всього було опубліковано 23 томи. У 2000 році манґа отримала премію видавництва Shogakukan як найкраща манґа в категорії шьонен.

### Аніме
Аніме-серіал Hikaru no Go — це адаптація манґи. Режисером виступив Нісідзава Сусуму. Аніме складається з 75-и серій. Транслювалося з 10 жовтня 2001 по 26 березня 2003 року на TV Tokyo. У 2002 році аніме здобуло нагороду Tokyo Anime Award в категорії серіалів.

#### Музика
Опенінґ
1. «Get Over» у виконанні dream (епізоди 1-30)
2. «I'll Be the One» у виконанні HAL (епізоди 31-60)
3. «Fantasy» у виконанні Nana Katase (епізоди 61-75)

Ендинґ
1. «Bokura no Bouken» у виконанні Kids Alive (епізоди 1-12)
2. «Hitomi no Chikara» у виконанні Mizuki Arisa (епізоди 13-30)
3. «Sincerely ~ever dream~» у виконанні dream (епізоди 31-46)
4. «Days» у виконанні shela (епізоди 47-63)
5. «Music is My Thing» у виконанні Dream (епізоди 64-74)
6. «Get Over ~Special Mix~» у виконанні dream (епізоди 75)

##### Саундтрек
Hikaru no Go Soundtrack I: Harukanaru Takami e (яп. ヒカルの碁 音楽撰 遥かなる高みへ) — саундтрек до аніме серіалу «Hikaru no Go». Автор — композитор Вакакуса Кей.
| #   | Назва                        | Тривалість |
| --- | ---------------------------- | ---------- |
| 1.  | «Get Over (TV size)»         | 1:29       |
| 2.  | «Kore kara»                  | 1:19       |
| 3.  | «Atatakai hi»                | 2:23       |
| 4.  | «Yuruyaka na hadou»          | 1:25       |
| 5.  | «Utsuriyuku kisetsu»         | 1:43       |
| 6.  | «Haruka naru toki wo koete»  | 1:56       |
| 7.  | «Majiwaru michi»             | 4:09       |
| 8.  | «Unmei no taidou»            | 1:11       |
| 9.  | «Meisou»                     | 1:00       |
| 10. | «Tomo»                       | 3:24       |
| 11. | «Tomadoi»                    | 2:04       |
| 12. | «Setsuna»                    | 1:08       |
| 13. | «Michibiki»                  | 1:34       |
| 14. | «Kami no itte»               | 2:46       |
| 15. | «Kiwami»                     | 3:10       |
| 16. | «Takaki kabe»                | 2:41       |
| 17. | «Shizuka na jounetsu»        | 1:32       |
| 18. | «Omoi, afureta»              | 1:54       |
| 19. | «Kokoro»                     | 1:51       |
| 20. | «Taikyoku»                   | 2:30       |
| 21. | «Hirogaru uchuu»             | 2:38       |
| 22. | «Konno itte no subete wo»    | 2:00       |
| 23. | «Shukuteki»                  | 1:21       |
| 24. | «Saizen no itte»             | 1:48       |
| 25. | «Mae wo muite»               | 2:03       |
| 26. | «Ore mo....»                 | 1:16       |
| 27. | «Sukoshizutsu, sukoshizutsu» | 1:13       |
| 28. | «Haruka naru takami e»       | 3:25       |
| 29. | «Bokura no bouken (TV Size)» | 2:15       |

### OVA
Новорічний додатковий випуск Hikaru no Go Special: Journey to North Star Cup (яп. ヒカルの碁 スペシャル 北斗杯への道, Hikaru No Go: Hokuto Hai Eno Michi) був випущений у січні 2004 року. Тривалість — 77 хвилин.

### Музика
Композитор — Вакакуса Кей.
Опенінг
1. «Get Over» у виконанні Dream

Ендинг
1. «Everlasting Snow» у виконанні Dream